# Valencia Open 500 2014
Il Valencia Open 500 2014 è stato un torneo di tennis giocato su campi in cemento al coperto. È stata la 20ª edizione dell'evento conosciuto come Valencia Open 500 o Open de Tenis Comunidad Valenciana, ed appartiene alla categoria ATP World Tour 500 series nell'ambito dell'ATP World Tour 2014. Gli incontri si sono disputati al Ciutat de les Arts i les Ciències di Valencia, in Spagna, dal 20 al 26 ottobre 2014.

## Partecipanti

### Teste di serie
| Nazionalità | Giocatore             | Ranking* | Testa di serie |
| ----------- | --------------------- | -------- | -------------- |
| Spagna      | David Ferrer          | 5        | 1              |
| Rep. Ceca   | Tomáš Berdych         | 7        | 2              |
| Regno Unito | Andy Murray           | 11       | 3              |
| Spagna      | Feliciano López       | 14       | 4              |
| Stati Uniti | John Isner            | 15       | 5              |
| Spagna      | Roberto Bautista Agut | 16       | 6              |
| Sudafrica   | Kevin Anderson        | 17       | 7              |
| Francia     | Gilles Simon          | 18       | 8              |

* Ranking al 13 ottobre 2014.

### Altri partecipanti
I seguenti giocatori hanno ricevuto una wild card per il tabellone principale:
- Tomáš Berdych
- Pablo Carreño Busta
- Stefan Kozlov
- Andy Murray

I seguenti giocatori sono passati dalle qualificazioni:

- Thomaz Bellucci
- Norbert Gombos
- Malek Jaziri
- Albert Ramos Viñolas

## Campioni

### Singolare
Andy Murray ha sconfitto in finale  Tommy Robredo per 3-6, 7–6(7), 7–6(8).
- È il trentunesimo titolo in carriera per Murray, il terzo del 2014.

### Doppio
Jean-Julien Rojer /  Horia Tecău hanno sconfitto in finale  Kevin Anderson /  Jérémy Chardy per 6-4, 6-2.